# Успенская церковь (Белозерск)
Успенская церковь (Успенский собор) — православный храм Белозерского благочиния Череповецкой епархии. Старейший каменный храм Белозерска.
Успенская церковь Белозерска была построена в середине XVI века по образцу Успенского собора Кирилло-Белозерского монастыря. Это четырёхстолпный храм с пятиглавием. Успенская церковь имеет статус объекта культурного наследия федерального значения.

## История

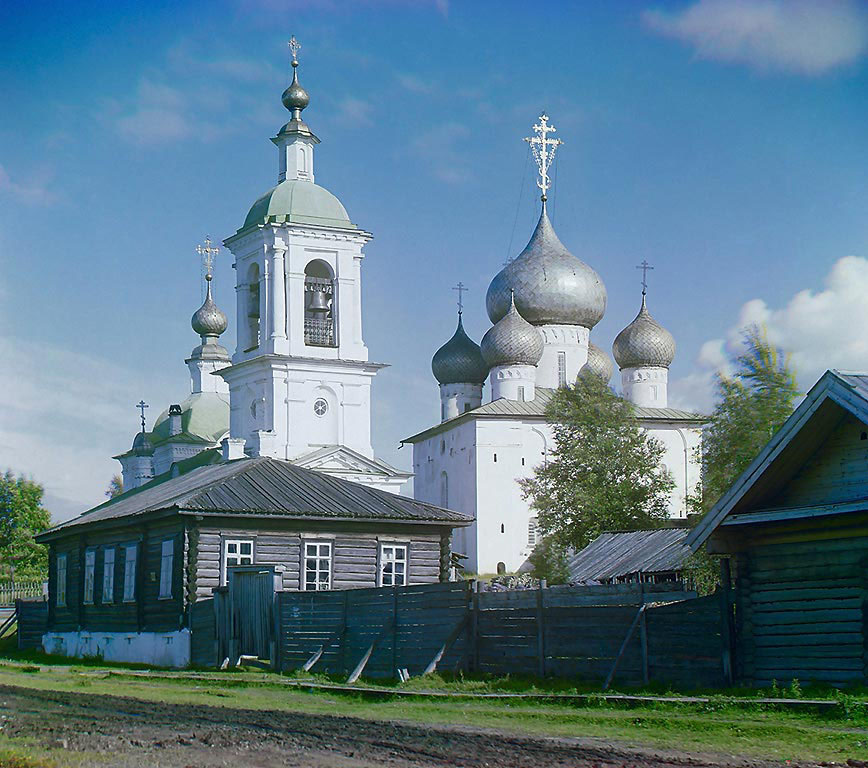
Успенская и Богоявленская церкви фото С. М. Прокудина-Горского, 1909

Известно, что первая деревянная Успенская церковь появилась на этом месте в 1398 году. Позднее небольшой храм был перестроен и расширен. Этот храм сгорел между 1462 и 1497 годами.
О времени начала строительства нынешней каменной церкви известно из подрядной записи 1552—1553 годов. Согласно этому документу, храм строили ростовские зодчие Горяин Григорьев Царев и Третьяк Борисов Ростовка по заказу прихожан во главе с церковным причтом. Зодчим было особое задание «…и в стене нам доспети колоколам большим и меньшим, и часовню нам поставить на церкве». Строиться храм должен был по образцу Успенского собора Кирилло-Белозерского монастыря, однако по своей архитектуре храм Белозерска имеет существенные отличия.
Согласно легенде, в Смутное время храм был разорён, в нём устраивалось стойло для лошадей и разводился огонь.
В писцовых книгах 1670-х годов сказано:
На посаде церковь каменная о пяти главах во имя Успение Пречистыя Богородицы, а в ней два пределы: предел Алексея Митрополита, другой предел Входа во Иеросалим Господа Бога и Спаса нашего Иисуса Христа; на церкве главы крыты чешуею деревянною; церковь крыта тесом. … А церкви каменная и деревянная с пределы, и в церквах образы и всякая церковная утварь и колокола строение мирское приходских людей. У церквей старого кладбища с восточную 11 сажен, с южную сторону 18 сажен без трети, с западную сторону 16 сажен с полусаженью, с северную сторону 20 сажен; да вновь прибавлено с восточную сторону 9 сажен, с южную сторону 2 сажени с третью, а с западную сторону прибавить нельзя, для того, что проезжая улица. …
В конце XVIII века рядом с холодным летним Успенским храмом была построена тёплая зимняя Богоявленская церковь. Вместе они составили единый архитектурный ансамбль.
30 августа 1960 года постановлением Совета Министров СССР храм был поставлен под государственную охрану в качестве объекта культурного наследия союзного значения.
В 2004 году из иконостаса Успенской церкви были украдены уникальные царские врата XVII века. В 2012 году реставрировалась кровля и фасад.

## Архитектура
Четырёхстолпный храм с пятиглавием и тремя апсидами выстроен в традициях новгородского зодчества XVI века. Церковь не имеет подклета и перекрыта коробовыми сводами. Все четыре фасада храма разделены на три прясла. В верхней части стен — килевидные закомары.